# Alvin Olin King

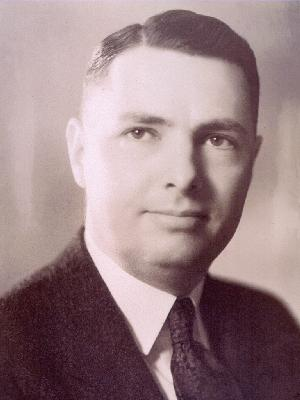
Alvin Olin King

Alvin Olin King (* 21. Juni 1890 in Leoti, Wichita County, Kansas; † 21. Januar 1958 in Lake Charles, Louisiana) war ein US-amerikanischer Politiker und im Jahr 1932 Gouverneur des Bundesstaates Louisiana.

## Frühe Jahre und politischer Aufstieg
Alvin King besuchte die Lake Charles High School, das Parsons Business College und die Tulane University, an der er bis 1915 Jura studierte. Danach begann er in seinem neuen Beruf zu praktizieren. King wurde Mitglied der Demokratischen Partei als deren Kandidat er im Jahr 1924 in den Senat von Louisiana gewählt wurde. Im Jahr 1930 wurde er Präsident dieses Gremiums.

## Gouverneur von Louisiana
Seit 1928 waren Huey Pierce Long Gouverneur und Paul N. Cyr Vizegouverneur von Louisiana. Nachdem Long in den US-Senat gewählt worden war, entbrannte die Diskussion um seine Nachfolge als Gouverneur. Eigentlich hätte dieses Amt dem Vizegouverneur zugestanden; dieser hatte sich aber inzwischen mit Long entzweit. Nach der Wahl Longs in den Senat hatte Cyr, noch vor dessen Amtsantritt in Washington, die Meinung vertreten, dass mit der Wahl von Long dessen Mandat als Gouverneur beendet sei, und er, Cyr, damit sofort dessen Amt übernehmen müsse. Long war darüber erbost, weil er bis zu seinem Amtsantritt in Washington als Gouverneur im Amt bleiben wollte. Mit Hilfe seines großen Einflusses in der Partei betrieb er nun die Absetzung Cyrs als Vizegouverneur. Er warf diesem Betrug vor und zwang ihm zum Rücktritt.
Damit wurde Senatspräsident King zum neuen Vizegouverneur und nach dem tatsächlichen Wechsel von Long in den US-Senat wurde Alvin King am 25. Januar 1932 Gouverneur von Louisiana. In dieser Funktion musste er lediglich die Amtszeit Longs, die am 16. Mai des gleichen Jahres auslief, beenden. In dieser kurzen Zeit hat King die Politik seines Vorgängers fortgesetzt.

## Weiterer Lebenslauf
Nach dem Ende seiner kurzen Amtszeit als Gouverneur zog sich King aus der Politik zurück. Er nahm wieder seine Anwaltstätigkeit auf und wurde später Präsident der Anwaltskammer von Louisiana. Alvin King starb im Jahr 1958. Mit seiner Frau Willie Lee Voris hatte er zwei Kinder.